# Castroregio
Castroregio (albanès Kastërnexhi) és un municipi italià, dins de la província de Cosenza. L'any 2006 tenia 431 habitants. És un dels municipis on viu la comunitat arbëreshë. Limita amb els municipis d'Albidona, Alessandria del Carretto, Amendolara, Cersosimo (PZ) i Oriolo. Inclou la fracció de Farneta, en la que el 2001 hi vivien uns 138 albanesos.

## Administració
| Període | Identitat                    | Partit        |
| ------- | ---------------------------- | ------------- |
| 2006-   | Tonino Franco Dante Satagada | Llista cívica |